# Wodospad Reichenbach
Wodospad Reichenbach (niem. Reichenbachfall) – jeden z najwyższych wodospadów Alp, położony w Meiringen (kanton Berno) w Szwajcarii – w miejscu, gdzie rzeka Reichenbach łączy się z Aare. Jego całkowita wysokość wynosi 200 metrów – najwyższa z pięciu tworzących go kaskad mierzy 90 metrów. Wodospad stanowi atrakcję turystyczną, prowadzi do niego kolej linowo-terenowa Reichenbachfall-Bahn.
Wodospad stał się słynny w 1891 po tym, jak pisarz Arthur Conan Doyle opisał go w opowiadaniu o Sherlocku Holmesie pt. Ostatnia zagadka (ang. The Final Problem). Według opowiadania 4 maja 1891 nad Reichenbach odbyła się ostateczna rozgrywka pomiędzy Holmesem a jego głównym wrogiem, Profesorem Moriartym – zakończona, jak domniemywał Doktor Watson, towarzysz Sherlocka Holmesa, śmiercią obu przeciwników (w 1903 Doyle, zmęczony ogromną liczbą listów od zasmuconych czytelników, napisał opowiadanie Pusty dom, w którym okazało się, że Holmes jednak przeżył walkę nad wodospadem).
Co roku, 4 maja, nad Reichenbach odbywa się międzynarodowy zjazd miłośników Sherlocka Holmesa.